# 2015-ös magyar úszóbajnokság
A 2015-ös magyar úszóbajnokságot – amely a 117. magyar bajnokság –, teljes nevén CXVII. Országos Bajnokság Széchy Tamás emlékére, június 27. és július 4. között rendezték meg a győri Aqua Sportközpontban.

## Eredmények

### Férfiak
| Versenyszám                             | Arany                                                             | Arany    | Ezüst                                                                  | Ezüst    | Bronz                                                                  | Bronz    |
| --------------------------------------- | ----------------------------------------------------------------- | -------- | ---------------------------------------------------------------------- | -------- | ---------------------------------------------------------------------- | -------- |
| 50 m gyorsúszás Döntő: július 3.        | Takács Krisztián Dunaferr DVSI                                    | 21,89    | Bohus Richárd Békéscsaba Előre ÚK                                      | 22,62    | Holoda Péter Hajdúszoboszló Árpád SE                                   | 23,19    |
| 100 m gyorsúszás Döntő: július 1.       | Takács Krisztián Dunaferr DVSI                                    | 49,29    | Bohus Richárd Békéscsaba Előre ÚK                                      | 49,47    | Holoda Péter Hajdúszoboszló Árpád SE                                   | 49,76    |
| 200 m gyorsúszás Döntő: június 29.      | Bernek Péter BVSC Zugló                                           | 1:48,93  | Cseh László Egri Úszó Klub                                             | 1:49,09  | Mészáros Márk Budafóka XXII. SE                                        | 1:49,85  |
| 400 m gyorsúszás Döntő: június 27.      | Bernek Péter BVSC Zugló                                           | 3:48,71  | Dudás Dániel Kaposvári SI                                              | 3:55,21  | Márton Richárd Budafóka XXII. SE                                       | 3:56,24  |
| 800 m gyorsúszás Döntő: június 30.      | Bernek Péter BVSC Zugló                                           | 7:56,21  | Székelyi Dániel Budafóka XXII. SE                                      | 8:17,62  | Barta Márton Szombathelyi VSC                                          | 8:20,83  |
| 1500 m gyorsúszás Döntő: július 4.      | Rasovszky Kristóf Balaton ÚK Veszprém                             | 15:40,19 | Székelyi Dániel Budafóka XXII. SE                                      | 15:47,01 | Barta Márton Szombathelyi VSC                                          | 15:56,53 |
| 50 m hátúszás Döntő: július 4.          | Bohus Richárd Békéscsaba Előre ÚK                                 | 25,75    | Budai Lajos Bácsvíz KVSC KeSI                                          | 25,91    | Cseh László Egri Úszó Klub                                             | 26,03    |
| 100 m hátúszás Döntő: június 29.        | Balog Gábor Dunaferr DVSI                                         | 54,64    | Cseh László Egri Úszó Klub                                             | 54,72    | Földházi Dávid Bácsvíz KVSC KeSI                                       | 56,19    |
| 200 m hátúszás Döntő: július 2.         | Balog Gábor Dunaferr DVSI                                         | 1:57,76  | Bernek Péter BVSC Zugló                                                | 1:58,59  | Grátz Benjámin Százhalombatta VUK SE                                   | 2:03,27  |
| 50 m mellúszás Döntő: június 30.        | Financsek Gábor Mohácsi Torna Egylet                              | 28,31    | Szabó Tamás Egri Úszó Klub                                             | 28,36    | Horváth Dávid Kőbányai Sport Klub                                      | 28,62    |
| 100 m mellúszás Döntő: június 28.       | Horváth Dávid Kőbányai Sport Klub                                 | 1:02,16  | Financsek Gábor Mohácsi Torna Egylet                                   | 1:02,51  | Pulai Bence Kőbánya Sport Club                                         | 1:02,71  |
| 200 m mellúszás Döntő: július 2.        | Gyurta Dániel Újpesti TE                                          | 2:09,84  | Horváth Dávid Kőbánya Sport Club                                       | 2:13,93  | Kutasi Máté TFSE                                                       | 2:18,56  |
| 50 m pillangóúszás Döntő: június 28.    | Cseh László Egri Úszó Klub                                        | 23,81    | Takács Krisztián Dunaferr DVSI                                         | 23,95    | Telegdy Ádám Kőbánya Sport Club                                        | 24,23    |
| 100 m pillangóúszás Döntő: július 3.    | Cseh László Egri Úszó Klub                                        | 52,49    | Pulai Bence Kőbánya Sport Club                                         | 52,99    | Biczó Bence Debreceni Sportcentrum SI                                  | 54,08    |
| 200 m pillangóúszás Döntő: június 30.   | Kenderesi Tamás Pécsi Sport Nonprofit                             | 1:54,79  | Cseh László Egri Úszó Klub                                             | 1:54,90  | Biczó Bence Debreceni Sportcentrum SI                                  | 1:55,80  |
| 200 m vegyes úszás Döntő: július 1.     | Cseh László Egri Úszó Klub                                        | 1:59,43  | Dudás Dániel Kaposvári SI                                              | 2:01,95  | Seres Edwin Kőbánya SC                                                 | 2:04,66  |
| 400 m vegyes úszás Döntő: július 4.     | Bernek Péter BVSC Zugló                                           | 4:16,24  | Grátz Benjámin Százhalombatta VUK SE                                   | 4:16,47  | Szabó Norbert Kőbánya Sport Club                                       | 4:22,92  |
| 4 × 100 m gyorsváltó Döntő: június 27.  | Kőbánya SC Telegdy Ádám Szabó Norbert Pulai Bence Pulai Vince     | 3:26,58  | Dunaferr–DVSI Takács Krisztián Simon Dávid Szöllősi Martin Balog Gábor | 3:28,36  | Bácsvíz KVSC KeSI Budai Lajos Szenes Mátyás Tejes Péter Földházi Dávid | 3:29,43  |
| 4 × 200 m gyorsváltó Döntő: július 2.   | Kőbánya SC Reményi Ármin Telegdy Ádám Drigán Zoltán Szabó Norbert | 7:31,76  | Egri Úszó Klub Holló Balázs Németh Nándor Krizsán Péter Cseh László    | 7:39,58  | BVSC Zugló Boldizsár Valter Bernek Péter Okos Ákos Angeli Áron         | 7:39,91  |
| 4 × 100 m vegyes váltó Döntő: július 4. | Kőbánya SC Telegdy Ádám Horváth Dávid Pulai Bence Pulai Vince     | 3:42,28  | Bácsvíz KVSC KeSI Budai Lajos Tejes Péter Földházi Dávid Szenes Mátyás | 3:48,98  | Egri Úszó Klub Németh Nándor Urszin Csanád Cseh László Holló Balázs    | 3:49,77  |

### Nők
| Versenyszám                             | Arany                                                                        | Arany    | Ezüst                                                                            | Ezüst    | Bronz                                                               | Bronz    |
| --------------------------------------- | ---------------------------------------------------------------------------- | -------- | -------------------------------------------------------------------------------- | -------- | ------------------------------------------------------------------- | -------- |
| 50 m gyorsúszás Döntő: július 4.        | Jakabos Zsuzsanna Győri Úszó SE                                              | 25,37    | Molnár Flóra Délzalai Vízmű SE                                                   | 25,76    | Verrasztó Evelyn A Jövő SC Veolia                                   | 25,86    |
| 100 m gyorsúszás Döntő: július 2.       | Jakabos Zsuzsanna Győri Úszó SE                                              | 55,30    | Molnár Flóra Délzalai Vízmű SE                                                   | 55,98    | Késely Ajna Kőbánya Sport Club                                      | 56,41    |
| 200 m gyorsúszás Döntő: június 30.      | Kapás Boglárka BVSC Zugló                                                    | 2:00,10  | Késely Ajna Kőbánya Sport Club                                                   | 2:01,58  | Kiss Dóra Darnyi Tamás SC                                           | 2:01,98  |
| 400 m gyorsúszás Döntő: június 27.      | Kapás Boglárka BVSC Zugló                                                    | 4:08,89  | Novoszáth Melinda Szegedi Úszó Egylet                                            | 4:14,84  | Kiss Dóra Darnyi Tamás SC                                           | 4:15,17  |
| 800 m gyorsúszás Döntő: július 3.       | Kapás Boglárka BVSC Zugló                                                    | 8:39,07  | Juhász Janka Kiskunhalasi ÚGYE                                                   | 8:40,64  | Böszörményi Bettina BVSC Zugló                                      | 8:42,80  |
| 1500 m gyorsúszás Döntő: június 29.     | Kapás Boglárka BVSC Zugló                                                    | 16:27,00 | Juhász Adél Kiskunhalasi ÚGYE                                                    | 16:34,08 | Novoszáth Melinda Szegedi Úszó Egylet                               | 16:49,79 |
| 50 m hátúszás Döntő: július 1.          | Verrasztó Evelyn A Jövő SC Veolia                                            | 29,51    | Joó Sára FTC                                                                     | 29,53    | György Réka TFSE                                                    | 29,79    |
| 100 m hátúszás Döntő: június 29.        | Joó Sára FTC                                                                 | 1:03,14  | György Réka TFSE                                                                 | 1:03,25  | Burián Katalin Bácsvíz KVSC KeSI                                    | 1:03,60  |
| 200 m hátúszás Döntő: július 3.         | Jakabos Zsuzsanna Győri Úszó SE                                              | 2:11,53  | Burián Katalin Bácsvíz KVSC KeSI                                                 | 2:12,50  | György Réka TFSE                                                    | 2:13,60  |
| 50 m mellúszás Döntő: július 4.         | Sebestyén Dalma Hullám 91 ÚE                                                 | 32,22    | Sztankovics Anna Újpesti TE                                                      | 32,28    | Verrasztó Evelyn A Jövő SC Veolia                                   | 32,29    |
| 100 m mellúszás Döntő: június 29.       | Sebestyén Dalma Hullám 91 ÚE                                                 | 1:10,21  | Kardos Viktória BVSC Zugló                                                       | 1:11,16  | Gyertyánffy Sára Vasas SC                                           | 1:11,53  |
| 200 m mellúszás Döntő: július 2.        | Sztankovics Anna Újpesti TE                                                  | 2:29,19  | Kardos Viktória BVSC Zugló                                                       | 2:32,73  | Okos Glória BVSC Zugló                                              | 2:36,38  |
| 50 m pillangóúszás Döntő: július 3.     | Verrasztó Evelyn A Jövő SC Veolia                                            | 26,92    | Szokol Szonja BHSE                                                               | 27,51    | Szilágyi Liliána Kőbánya Sport Club                                 | 27,51    |
| 100 m pillangóúszás Döntő: június 28.   | Verrasztó Evelyn A Jövő SC Veolia                                            | 59,26    | Szilágyi Liliána Kőbánya Sport Club                                              | 59,28    | Jakabos Zsuzsanna Győri Úszó SE                                     | 59,28    |
| 200 m pillangóúszás Döntő: július 1.    | Jakabos Zsuzsanna Győri Úszó SE                                              | 2:09,38  | Szilágyi Liliána Kőbánya Sport Club                                              | 2:09,55  | Sebestyén Dalma Hullám 91 Úszó Egyesület                            | 2:10,27  |
| 200 m vegyes úszás Döntő: június 28.    | Jakabos Zsuzsanna Győri Úszó SE                                              | 2:12,44  | György Réka TFSE                                                                 | 2:15,33  | Sebestyén Dalma Hullám 91 Úszó Egyesület                            | 2:16,70  |
| 400 m vegyes úszás Döntő: július 4.     | Jakabos Zsuzsanna Győri Úszó SE                                              | 4:42,23  | György Réka TFSE                                                                 | 4:43,67  | Kapás Boglárka BVSC Zugló                                           | 4:44,52  |
| 4 × 100 m gyorsváltó Döntő: június 27.  | BVSC Zugló Böszörményi Bettina Kardos Viktória Verebélyi Sára Kapás Boglárka | 3:53,90  | Vasas SC Márka Adrienn Gyertyánffy Sára Kovács Nikolett Ferenczi Fanni           | 3:55,21  | FTC Joó Sára Kis Petra Felkai Boglárka Baki Noémi                   | 3:55,41  |
| 4 × 200 m gyorsváltó Döntő: július 1.   | BVSC Zugló Böszörményi Bettina Kardos Viktória Gercsák Dóra Kapás Boglárka   | 8:18,14  | Kőbánya Sport Club Orosz Viktória Szilágyi Liliána Sömenek Onon Kata Késely Ajna | 8:22,89  | Kiskunhalasi ÚGYE Juhász Janka Vas Luca Szilvási Gréta Juhász Adél  | 8:27,48  |
| 4 × 100 m vegyes váltó Döntő: július 4. | BVSC Zugló Böszörményi Bettina Kardos Viktória Fodor Flóra Kapás Boglárka    | 4:17,03  | MTK Ollé Mónika Kertész Timea Bokros Blanka Illés Fanni                          | 4:20,08  | Hullám 91 ÚE Halmai Petra Halmai Blanka Sebestyén Dalma Kovács Réka | 4:20,28  |

### Vegyes
| Versenyszám                              | Arany                                                                       | Arany   | Ezüst                                                                       | Ezüst   | Bronz                                                                         | Bronz   |
| ---------------------------------------- | --------------------------------------------------------------------------- | ------- | --------------------------------------------------------------------------- | ------- | ----------------------------------------------------------------------------- | ------- |
| 4 × 100 m gyorsváltó Döntő: július 3.    | BVSC Zugló Bernek Péter Boldizsár Valter Kapás Boglárka Böszörményi Bettina | 3:36,33 | Kőbánya Sport Club Telegdy Ádám Szilágyi Liliána Orosz Viktória Pulai Vince | 3:37,27 | Békéscsaba Előre ÚK Hajtman Tamás Fehérvári Júlia Nagy Noémi Bohus Richárd    | 3:38,50 |
| 4 × 100 m vegyes váltó Döntő: június 30. | Kőbánya Sport Club Telegdy Ádám Horváth Dávid Szilágyi Liliána Késely Ajna  | 3:54,72 | BVSC Zugló Bernek Péter Angeli Áron Fodor Flóra Kapás Boglárka              | 4:01,56 | Bácsvíz KVSC KeSI Földházi Dávid Tejes Péter Burián Katalin Ilyés Laura Vanda | 4:03,54 |

## Csúcsok
A bajnokság során az alábbi csúcsok születtek:
|  |

## Különdíjasok
- Legjobb férfi versenyző: Cseh László (Egri Úszó Klub)
- Legjobb női versenyző: Kapás Boglárka (BVSC)
- Legjobb győri versenyző: Jakabos Zsuzsanna (Győri Úszó SE)
- Legjobb férfi versenyző edzője: Plagányi Zsolt (Egri Úszó Klub)
- Legjobb női versenyző edzője: Nagy Péter (BVSC)
- Legeredményesebb utánpótlás-edző: Turi György (Kőbánya SC)[1]